# Mariä-Empfängnis-Basilika (Phú Nhai)

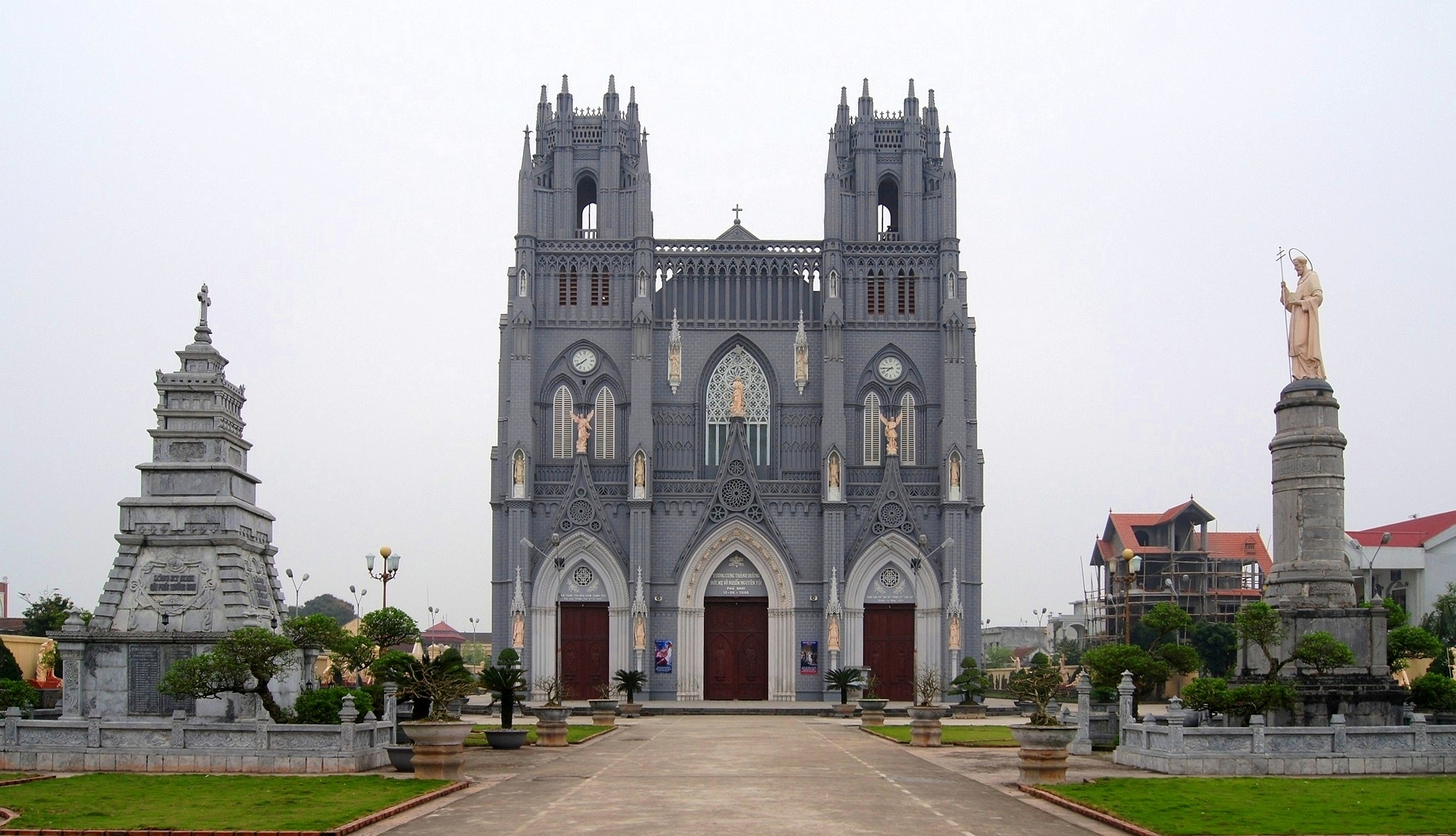
Portalansicht der Basilika mit Märtyrerkapelle und Dominikussäule

Die Mariä-Empfängnis-Basilika ist eine römisch-katholische Kirche im Distrikt Xuan Phuong an der Küste vor Hanoi im Norden Vietnams. Die Kirche im Bistum Bùi Chu wurde im neogotischen Stil errichtet und trägt den Titel einer Basilica minor.

## Geschichte
Der Bau einer ersten strohgedeckten Holzkirche mit dem Patrozinium Mariä Empfängnis für die örtlichen Konvertiten erfolgte im Jahre 1866 durch den spanischen Dominikaner Emmanuel Riaño, nachdem 1862 der vietnamesische Kaiser Tự Đức im Vertrag von Saigon mit Frankreich unter anderem die Christenverfolgung beenden musste. Der Bau einer ersten steinernen Kirche erfolgte 1881, eine größere neugotische Kirche wurde in den Jahren 1916 bis 1922 errichtet. Ein Zyklon verwüstete diese Kirche am 24. Juni 1929. Eine landesweite Lotterie wurde durchgeführt, um den Bau der heutigen Kirche zu finanzieren. Die neue Kirche konnte am Tag des Festes der Unbefleckten Empfängnis am 8. Dezember 1933 geweiht werden. Während des Indochinakriegs erlitt die Kirche kleinere Schäden, als die Franzosen die Region eroberten. Unter Bischof Joseph Hoàng Van Tiem wurde die Kirche zuletzt 2003 bis 2004 renoviert. Am 12. August 2008 wurde die Kirche durch Papst Benedikt XVI. zur Basilika minor erhoben.

## Bauwerk

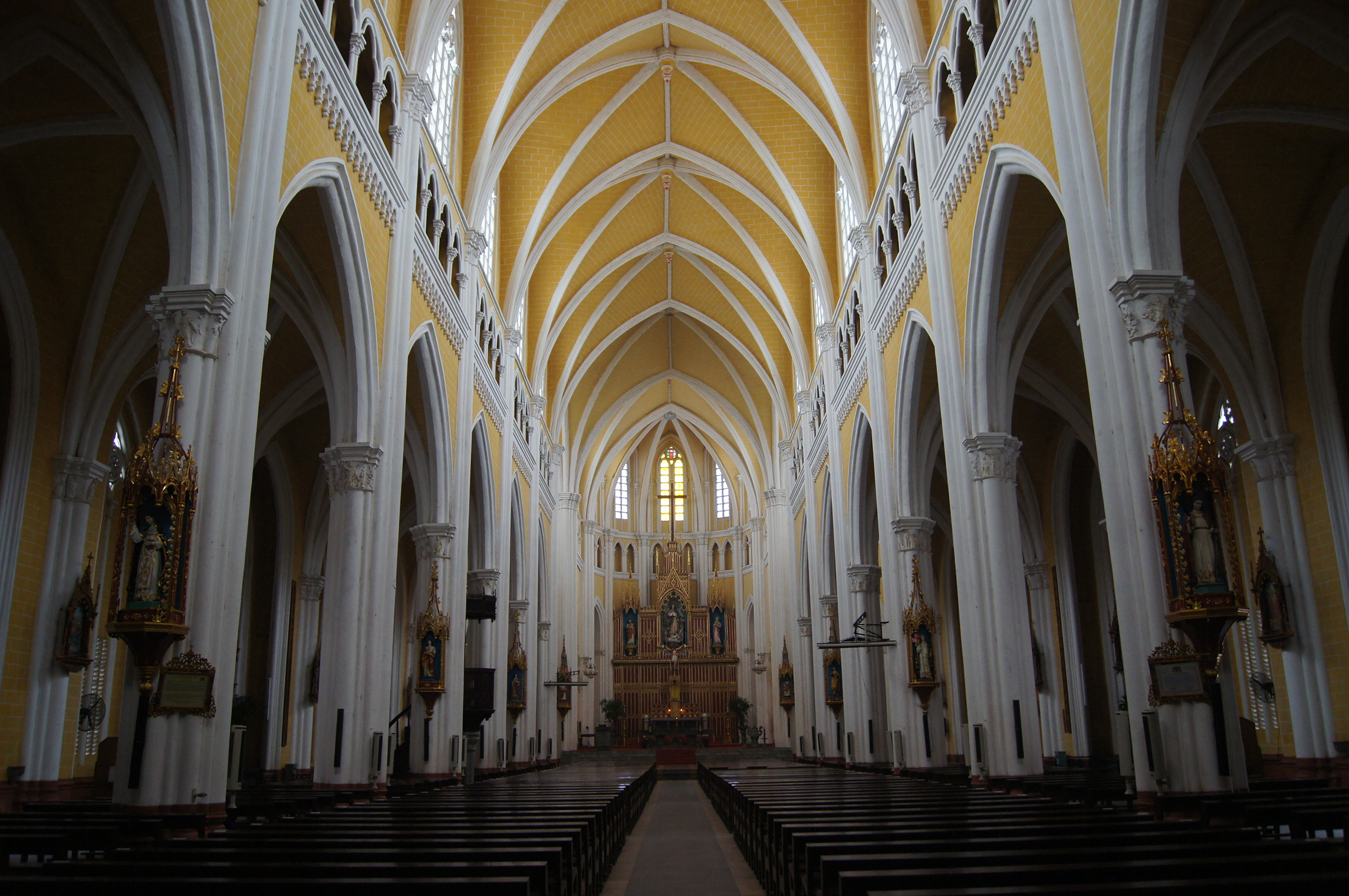
Innenraum der Basilika

Die Architektur dieser Kirche wird durch die französische Gotik geprägt, beeinflusst durch spanische Elemente der betreuenden Dominikaner. Das weiße Kreuzrippengewölbe vor den gelben Wänden stützt sich auf Säulen, welche mit hölzernen Statuen im spanischen Stil geschmückt sind. Die dreischiffige Basilika hat bei einer Länge von 80 Metern eine Breite von 27 Metern und damit eine Fläche von 2160 Quadratmetern. Sie erreicht eine Höhe von 30 Metern und wird von zwei Glockentürmen mit jeweils 44 Metern Höhe flankiert. Die vier Glocken der Kirchtürme stammen aus Frankreich und wiegen 2 Tonnen, 1,6 Tonnen, 600 kg und 200 kg.
Vor der Kirche steht auf der einen Seite eine 15 Meter hohe Märtyrerkapelle mit Reliquien von 83 Märtyrern der Pfarrei Phu Nhai. Auf der anderen Seite steht eine überlebensgroße Statue des Heiligen Dominikus auf einer 17 Meter hohen Säule.